# Alberto (ur. 1975)
Alberto Luiz de Souza (ur. 27 kwietnia 1975) – brazylijski piłkarz występujący na pozycji napastnika.

## Kariera klubowa
Od 1994 do 2010 roku występował w klubach Ituano, Paulista, SC Internacional, Atlante, Necaxa, SE Palmeiras, Náutico Capibaribe, Botafogo, Santos FC, Dinamo Moskwa, Corinthians Paulista, Rostów, Atlético Mineiro, Coritiba, Ventforet Kofu, Grêmio Barueri, Ceará, Comercial i Catanduvense.